# Iona (Schiff, 1970)
Die Iona war eine 1970 gebaute Fähre der Reederei Caledonian MacBrayne.

## Geschichte

### Iona
Das am 10. Dezember 1968 bestellte Schiff wurde unter der Baunummer 530 auf der Werft Ailsa Shipbuilding Company in Troon gebaut. Der Stapellauf erfolgte am 22. Januar 1970, die Fertigstellung im Mai 1970. Das Schiff wurde am 28. Mai 1970 an David MacBrayne in Glasgow abgeliefert. Die Baukosten beliefen sich auf £ 740.000. Die Fähre kam als Iona in Fahrt, benannt nach der Insel der Inneren Hebriden.
Die Fähre war für den Fährverkehr zur Insel Islay vorgesehen, wurde dann jedoch noch vor der Indienststellung an die Caledonian Steam Packet Company verchartert, die sie von Ende Mai 1070 bis November 1971 auf der Strecke über den Firth of Clyde zwischen Greenock und Dunoon sowie zeitweise auch nach Brodick auf der Isle of Arran einsetzte.
Ab 1972 wurde das Schiff auf verschiedenen Routen eingesetzt. Zunächst verkehrte es, nun für David MacBrayne, zwischen Stornoway auf Lewis and Harris sowie Kyle und Mallaig auf dem schottischen Festland. Anfang 1973 kam das Schiff durch die Übernahme von David MacBrayne durch die Caledonian Steam Packet Company zur neu gegründeten Reederei Caledonian MacBrayne. Ab dem 26. März 1973 verkehrte es zwischen Stornoway und Ullapool, nachdem hier ein neuer Ro-Ro-Anleger für die Fähre gebaut worden war. Am 23. Mai des Jahres wurde auch der Ro-Ro-Anleger in Stornoway in Betrieb genommen.
Ab Juli 1973 wurde die Fähre für den Rest der Saison zwischen Oban und Craignure auf der Isle of Mull eingesetzt. Von 1974 bis 1978 verkehrte die Fähre auf der Strecke von Oban nach Castlebay auf Barra und Lochboisdale auf South Uist. Es stellte sich jedoch bald heraus, dass sie für diese Strecke zu klein war, so dass die Strecke Anfang 1979 von der Claymore übernommen wurde. Die Iona wurde auf in der Folge auf der Strecke zwischen Kennacraig und Islay eingesetzt, auf der sie bis 1990 verkehrte.
Ab 1991 wurde die Fähre zwischen Mallaig und Armadale auf der Insel Skye eingesetzt und bediente von dort aus teilweise auch noch weitere Häfen. Ende Oktober 1997 wurde sie bei Caledonian MacBrayne außer Dienst gestellt.

### Pentalina-B
Die an Pentland Ferries verkaufte Fähre wurde in Pentalina-B umbenannt. Sie wurde 1998 zunächst für einige Wochen von Caledonian MacBrayne als Ersatzschiff gechartert und erneut zwischen Oban und Craignure eingesetzt.

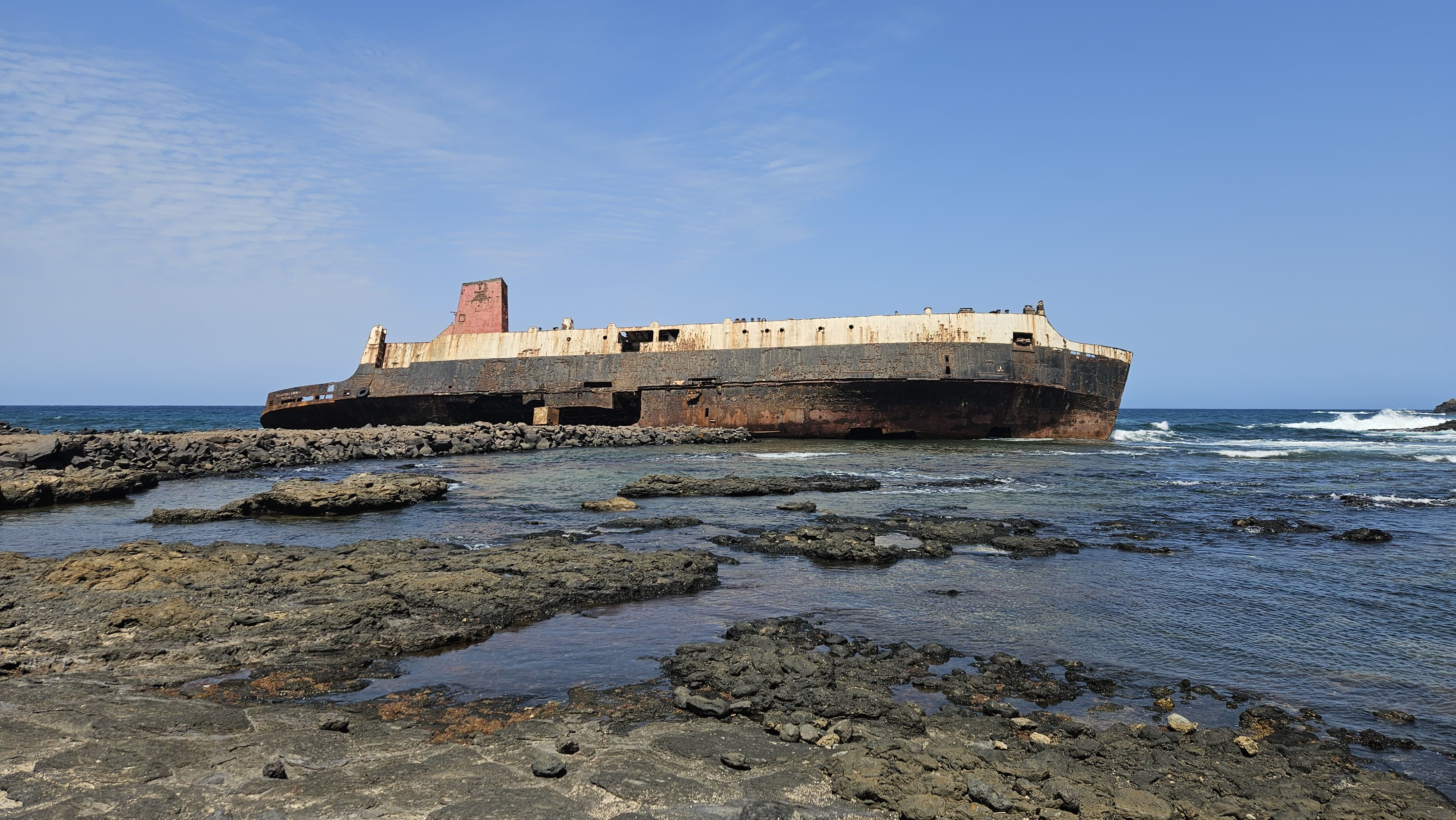
Wrack der Pentalina-B (2025)

Pentland Ferries nutzten die Fähre von 2001 bis Anfang 2008 auf der Strecke über den Pentland Firth zwischen Gills Bay auf dem schottischen Festland und St Margaret’s Hope auf der Orkneyinsel South Ronaldsay. Sie wurde durch die Katamaranfähre Pentalina ersetzt und in der Folge zeitweise von anderen Reedereien gechartert. Ende 2009 verkaufte Pentland Ferries das Schiff an die Reederei Cabo Verde Maritime in Mindelo, die das Schiff im Fährverkehr der Kap Verden einsetzte. Im Juni 2014 fielen bei schlechtem Wetter die Antriebsmotoren aus. Das Schiff lief bei Moia Moia auf der Kapverdischen Insel Santiago auf Grund und wurde aufgegeben (⊙).

## Technische Daten und Ausstattung
Das Schiff wurde von zwei Viertakt-Zwölfzylinder-Dieselmotoren des Herstellers English Electric/Paxman (Typ: 12YLC) mit zusammen 2354 kW Leistung angetrieben. Die Motoren wirkten über Untersetzungsgetriebe auf zwei Festpropeller. Die Fähre war das erste Schiff von David MacBrayne, bei denen die Motoren die Propeller über Getriebe statt direkt antrieben. Das Schiff war mit einem von einem Dieselmotor angetriebenen Bugstrahlruder ausgestattet. Für die Stromerzeugung an Bord standen drei von Dieselmotoren mit jeweils 360 kW Leistung angetriebene Generatoren zur Verfügung. Das Schiff war mit einem Flossenstabilisator ausgestattet.
Das Schiff war als erstes der Reederei mit einem durchlaufenden Fahrzeugdeck ausgestattet. Das Fahrzeugdeck war über je eine Bug- und Heckrampe sowie über zwei Seitenrampen im hinteren Bereich des Schiffes zugänglich. Vor der Bugrampe befand sich ein nach oben aufklappbaren Bugvisier. Das Fahrzeugdeck war größtenteils mit den Decksaufbauten überbaut. Die nutzbare Höhe betrug maximal 4,85 Meter. Hinter den Decksaufbauten befand sich ein nach oben offener Abschnitt des Fahrzeugdecks. Direkt hinter den Decksaufbauten befanden sich die beiden Seitenrampen. Zusätzlich war die Fähre mit einem Lastenaufzug für die seitliche Be- und Entladung ausgerüstet. Der Lastenaufzug war mit einem Drehteller versehen, mit dessen Hilfe Fahrzeuge quer zur Längsachse des Schiffes gedreht werden konnten. Der Aufzug konnte Lasten bis 27,5 t tragen. Das Fahrzeugdeck war für den Transport von Fahrzeugen bis zu 32 t ausgelegt. Die Seitenrampen und der Lastenaufzug wurden gegen Ende der 1990er-Jahre entfernt, da sie für den Einsatz bei Pentland Ferries nicht benötigt wurden.
In den Decksaufbauten waren unter anderem die Einrichtungen für die Passagiere untergebracht, darunter ein Aufenthaltsraum mit Sitzgelegenheiten, ein Selbstbedienungsrestaurant und eine Bar. Ein weiterer Aufenthaltsraum für die Passagiere, in dem auch das Rauchen erlaubt war, befand sich unterhalb des Fahrzeugdecks. Hier war auch ein Teil der Einrichtungen für die Schiffsbesatzung untergebracht, darunter ein Teil der Kabinen. Die Kabinen für die Offiziere befanden sich in den Decksaufbauten.
1975 wurden die Decksaufbauten erweitert und acht Doppelkabinen für Passagiere eingerichtet.